# Orphnophanes laevalis
Orphnophanes laevalis là một loài bướm đêm trong họ Crambidae.